# Roberto Iglesias (baloncestista)
Roberto Iglesias (Buenos Aires, ca. 1940- ca. 1970) fue un deportista argentino especializado en baloncesto en silla de ruedas y natación adaptada. Representó a la Argentina en los Juegos Paralímpicos de Tokio 1964, donde ganó dos medallas de plata en básquetbol en silla de ruedas y natación.
Poco después de su fallecimiento un grupo de deportistas de Buenos Aires crearon un club al que le pusieron su nombre como homenaje y ejemplo, que se ha mantenido activo desde entonces: Club Roberto Iglesias de Lisiados (CRIDEL). Una ley de 2004 lo reconoció, junto a los demás medallistas olímpicos y paralímpicos, como Maestro del Deporte.

## Medalla de plata en baloncesto en los Juegos Paralímpicos de Tokio 1964
Roberto Iglesias integró el equipo argentino que ganó la medalla de plata en Tokio 1964 junto a Eduardo Albelo, Héctor Brandoni, Fernando Bustelli, Jorge Diz, Wilmer González, Juan Grusovin, Federico Marín, Rodolfo Novoa, Juan Sznitowski y Dante Tosi.
Argentina perdió en la primera fecha con Estados Unidos 16-53, ganando los demás encuentros contra Gran Bretaña (17-8), Italia (23-22) y e Israel (45-39).
| Baloncesto B incompleto masculino | Baloncesto B incompleto masculino | Baloncesto B incompleto masculino | Baloncesto B incompleto masculino | Baloncesto B incompleto masculino |
|                                   | País                              |                                   |                                   |                                   |
| --------------------------------- | --------------------------------- | --------------------------------- | --------------------------------- | --------------------------------- |
| 1                                 | Estados Unidos                    |                                   |                                   |                                   |
| 2                                 | Argentina                         |                                   |                                   |                                   |
| 3                                 | Israel                            |                                   |                                   |                                   |
| Fuente: IPC.                      |                                   |                                   |                                   |                                   |

## Medalla de plata en natación
| Natación: Hombres 50 m Pecho completa clase 5 | Natación: Hombres 50 m Pecho completa clase 5 | Natación: Hombres 50 m Pecho completa clase 5 | Natación: Hombres 50 m Pecho completa clase 5 | Natación: Hombres 50 m Pecho completa clase 5 |
| | Deportista                                    | País                                          | Tiempo                                        |                                               |
| --- | --------------------------------------------- | --------------------------------------------- | --------------------------------------------- | --------------------------------------------- |
| 1 | Phil Ramsey                                   | Estados Unidos                                | 0:55.10                                       |                                               |
| 2 | Roberto Iglesias                              | Argentina                                     | 0:59.50                                       |                                               |
| 3 | D. Kruidenier                                 | Países Bajos                                  | 1:06.40                                       |                                               |
| Fuente: «Men's 50 m Breaststroke Complete class 5». IPC. 1964. (enlace roto disponible en Internet Archive; véase el historial, la primera versión y la última). |                                               |                                               |                                               |                                               |